# NGC 4111
NGC 4111 é uma galáxia espiral (S0-a) localizada na direcção da constelação de Canes Venatici. Possui uma declinação de +43° 04' 00" e uma ascensão recta de 12 horas, 07 minutos e 02,9 segundos.
A galáxia NGC 4111 foi descoberta em 14 de Janeiro de 1788 por William Herschel.